# Неприкосновенный запас
Неприкосновенный запас (укр. Недоторканий запас) — російський журнал дискусій, рецензій та досліджень політики, економіки, суспільства, культури, історії. Журнал друкується шість разів на рік. Кожний номер присвячений трьом актуальним темам з суспільного та культурного життя. В журналі публікуються також огляди періодики та нових видань. Єдиний російський часопис, що належить до європейської мережі культурологічних часописів Eurozine і вибрані статті з журналу перекладаються та публікуються інозмними мовами. Випускається видавництвом «Новое литературное обозрение». Головний редактор Ірина Прохорова.